# 胡荣 (1909年)
胡榮（1909年—1941年），又名胡萼芬，湖南平江人，中国政治人物。

## 生平
1926年9月加入中国共产主义青年团。後加入中國共產黨。1927年在家乡参加农民赤卫队，1928年参加平江起义，编入中国工农红军第五军，后随红五军转战奔赴井冈山。曾任红十八师政治部组织科科长，红十七师直属队总支书记，红六军团政治部总务处处长、团副政委、政委，师政治部代理主任。参加了中央苏区反“围剿”斗争和长征。到达陕北后，入抗日军政大学学习。
抗日战争爆发后，被中共中央派赴湖南平江領導抗日游擊支隊，任支队政治部主任。担任中共湖南省委组织部部长。
1938年2月，部隊由平江經江西至安徽歙縣，改編爲國民革命軍陸軍新編第四軍第一支隊第一團，任第三支隊政治部主任、政委。
1941年1月7日在皖南事变中牺牲。